# Hull (condado de Portage, Wisconsin)
Hull es un pueblo ubicado en el condado de Portage en el estado estadounidense de Wisconsin. En el Censo de 2010 tenía una población de 5.346 habitantes y una densidad poblacional de 65,49 personas por km².

## Geografía
Hull se encuentra ubicado en las coordenadas 44°33′52″N 89°33′33″O / 44.56444, -89.55917. Según la Oficina del Censo de los Estados Unidos, Hull tiene una superficie total de 81.63 km², de la cual 70.84 km² corresponden a tierra firme y (13.22%) 10.79 km² es agua.

## Demografía
Según el censo de 2010, había 5.346 personas residiendo en Hull. La densidad de población era de 65,49 hab./km². De los 5.346 habitantes, Hull estaba compuesto por el 96.71% blancos, el 0.34% eran afroamericanos, el 0.34% eran amerindios, el 1.59% eran asiáticos, el 0.02% eran isleños del Pacífico, el 0.24% eran de otras razas y el 0.77% pertenecían a dos o más razas. Del total de la población el 1.59% eran hispanos o latinos de cualquier raza.